# Hybris (Oudgrieks)

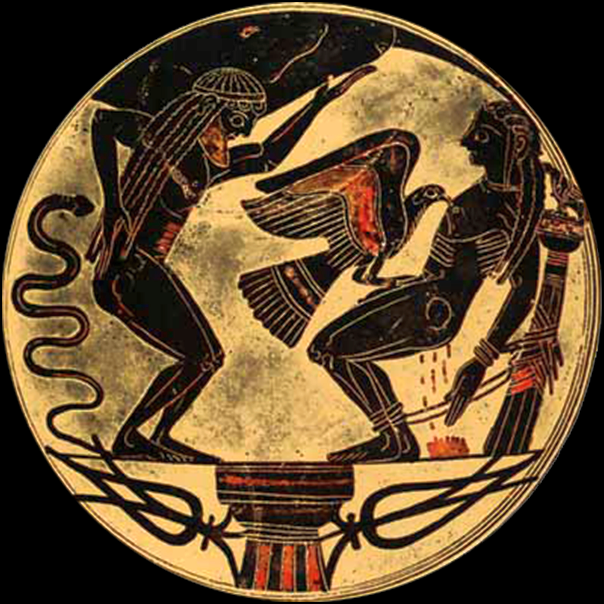
Aardewerk met zwarte figuren (550 v.Chr.) waarop Prometheus zijn straf uitzit, vastgebonden aan een zuil.

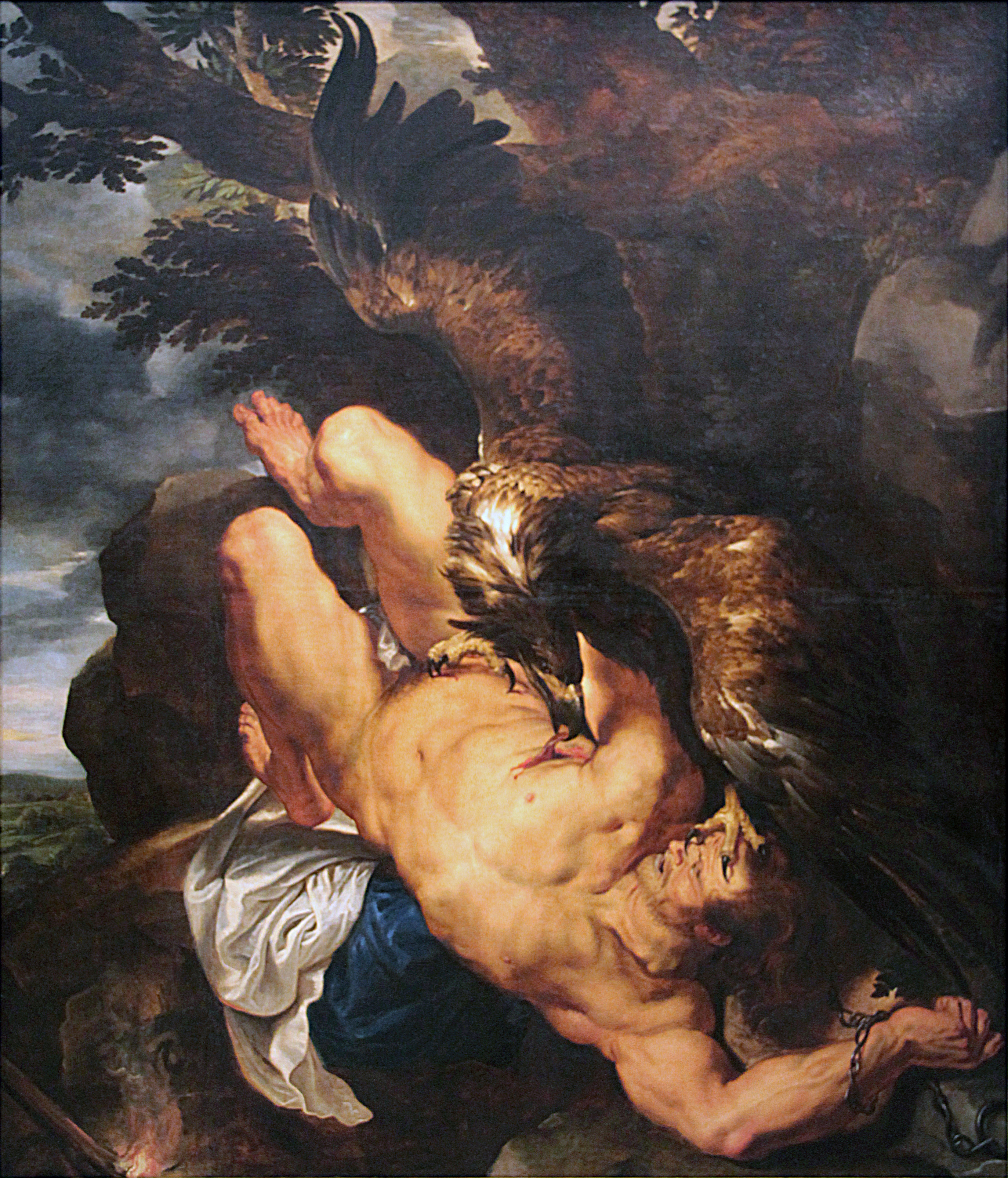
Prometheus werd door Zeus gestraft voor zijn hybris. De nemesis viel hem ten deel: hij werd aan de bergketen Kaukasus gekluisterd waar adelaar Ethon elke dag zijn lever kwam opeten

Hybris (Oudgrieks: ὕβρις, spreek uit: hubris) is het Oudgriekse woord voor overdreven trots, hoogmoed, overmoed, grootheidswaan, brutaliteit, onbeschaamdheid met name tegenover de Griekse goden en/of de goddelijke wereldorde. Het woord hybris heeft geen goede Nederlandse vertaling die het begrip volledig dekt, maar kan in de moderne tijd nog het beste omschreven worden met de Bijbelspreuk 'hoogmoed komt voor de val'.
De hybris-gedachte is een typisch en veelvoorkomend thema in het Griekse denken, dat in verschillende mythen, epen, tragedies, in de geschiedschrijving en in de ethiek onder allerlei vormen naar voren treedt. De vermetele overmoed van een mens, die, in eigenwaan verstrikt en verblind, zich door niets of niemand een halt wenst te laten toeroepen en in zijn ongebreidelde heerszucht zelfs de hand slaat aan een door de goden vastgelegde wereldorde of tegen het lot, wordt door goddelijk ingrijpen meedogenloos afgestraft.
Karakteristiek daarbij is dat de schuldige altijd zijn eigen ongeluk veroorzaakt, omdat hij na het overschrijden van de (overigens niet objectief bespeurbare) grens of norm met verblinding (Grieks atè) getroffen wordt en niet meer merkt dat hij zijn eigen ondergang tegemoet gaat.
Er bestond in de Griekse mythologie ook een godin Hybris. Zij was de personificatie van het begrip hybris. Ze bracht haar meeste tijd onder de stervelingen door.
Enkele voorbeelden van karakters uit de Griekse mythologie die werden gestraft voor hun hybris:
- Achilles
- Arachne
- Bellerophon
- Cassandra
- Cassiopeia
- Chione
- Cinyras
- Ephialtes (Otus/Aloadae)
- Icarus
- Jason
- Marsyas
- Narcissus
- Niobe
- Odysseus
- Pentheus
- Phaëton
- Prometheus
- Salmoneus
- Sisyphus
- Tantalus
- Thamyris

Voorbeelden van door hybris gedreven karakters uit de Historiën van Herodotus:
- Croesus
- Polycrates
- Xerxes